# 膣鏡

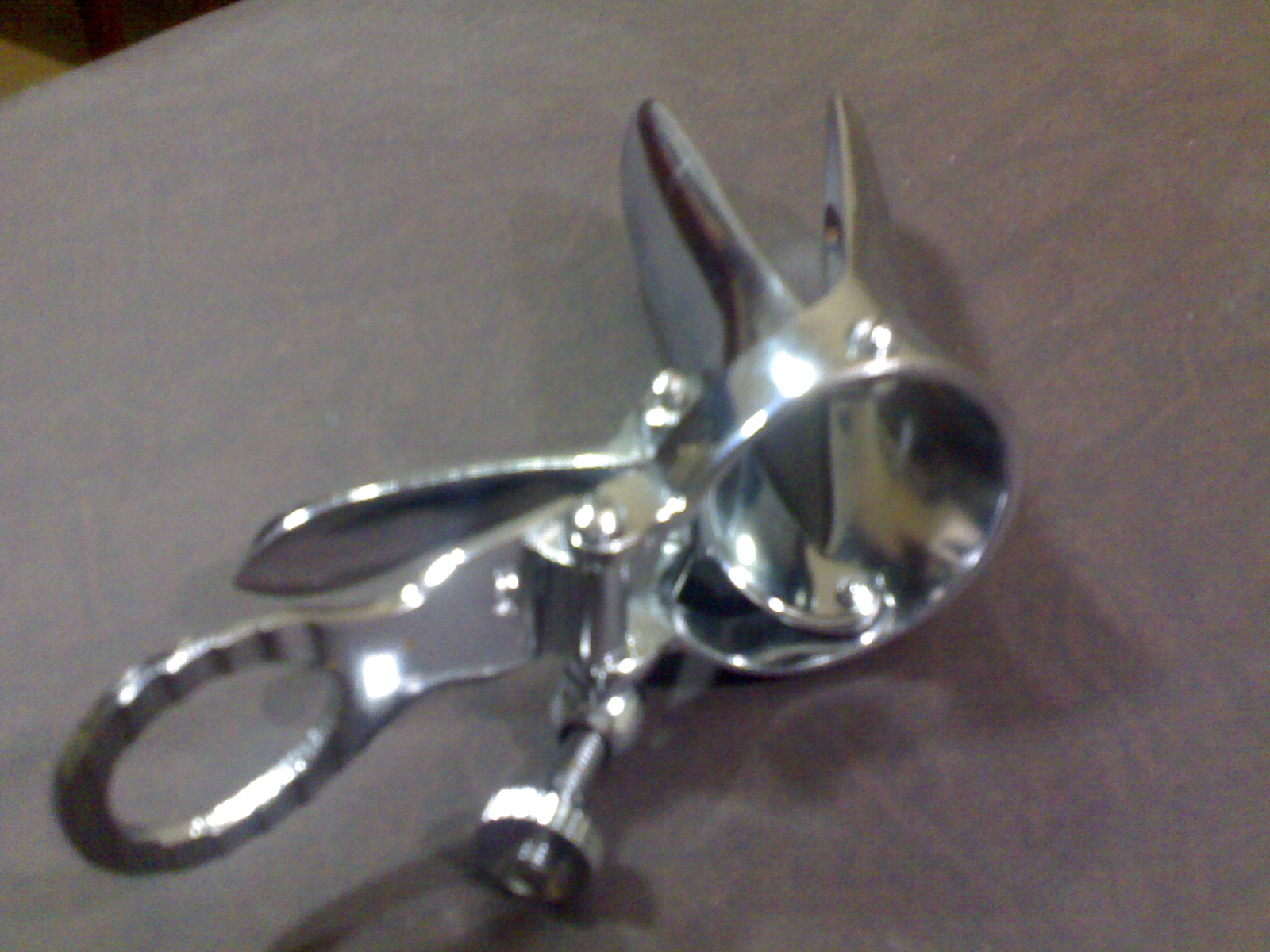
膣鏡

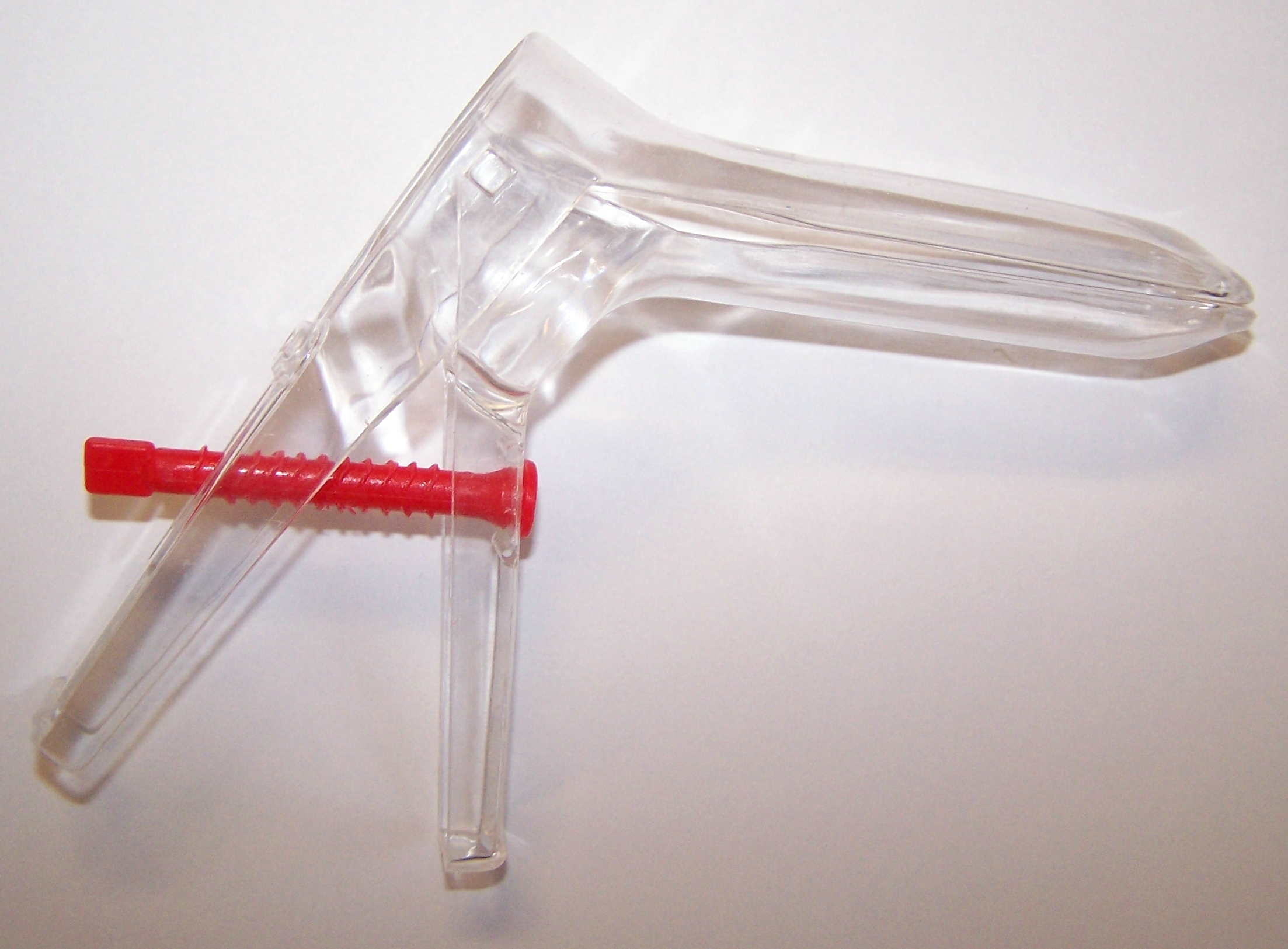
使い捨てのプラスチックタイプの膣鏡

膣鏡（腟鏡、ちつきょう、英: speculum）は、産科学において女性の膣腔内に挿入して開大したうえで膣腔を検診するために用いられるほか、膣、子宮内の医療措置、膣式手術のために用いられる医療用具である。
一般的に知られる「クスコ」の名称は、正確には膣鏡の一種である「クスコ式膣鏡」のことを指す。

## 概要
管状膣鏡と溝状膣鏡の2種類に分けられる。
管状膣鏡は、子宮膣部を処置するときなどに膣壁を操作する際に保護する場合に一箇として用いられる。
溝状膣鏡は、一般診察や治療に用いられ、前膣壁にあてるものと後膣壁に装着するものとが連絡していない上下両葉が別々のものと、一端で接続しているものとがある。また、サイズも処女から経産婦など、膣口の開口具合によってさまざまなサイズが用意されている。多くは金属製であるが、使い捨て用のプラスチック製の製品も存在する。近年ではアダルトビデオなどで、膣内を見せるアダルトグッズとして使用される場合もある。アメリカでは女性自身の身体管理の一環として、膣鏡を使って自分でチェックすることを推奨する動きがある。

## 使用方法
1. 膣鏡を入れた状態では外陰部を診察できないため、必要があれば、あらかじめ診察を済ませておく。またこのときに適切なサイズの膣鏡を把握しておく。
2. 挿入に際しては適温に暖めたものに、滑沢剤を塗布して使用する。使い捨てでない場合は、感染症を防ぐために滅菌処理が必要である。
3. 先端を閉じた状態で、やや斜めに膣口に押し当て、ゆっくり正中に戻しつつ挿入する。
4. 奥まで挿入した後に、先端をロックする。そのままでは子宮口は正面に見えない場合が多いので、全体を手前に引きつつ子宮を目視で確認し、正面に見える位置で膣鏡を奥に進める。
5. 必要な処置・検査を行ったのちに、抜去する。抜去は挿入と反対の手順。

## 歴史
紀元79年に火山の噴火で埋められたポンペイの遺跡から膣鏡が発掘されている。
10世紀ごろのアラブ人医師アブー・アル＝カースィム・アッ＝ザフラウィーは自身が発明した膣鏡を『解剖の書』(Kitab al-Tasrif) に記している。

## 膣鏡の種類
- クスコ式（英語版）（クスコー式・クスコ氏式・クスコー氏式）膣鏡[注 1]。
- グラベス式膣鏡
- コリン式膣鏡
- 桜井式膣鏡
- ターレット式膣鏡
- 四弁式膣鏡